# Oswaldo Lange
Oswaldo Lange (São Paulo em 28 de agosto de 1903— São Paulo, 29 de agosto de 1986) foi um médico neurologista brasileiro. Trabalhou diversos anos no Hospital das Clínicas da Faculdade de Medicina da Universidade de São Paulo.

## Biografia
De acordo com o Prof. Antônio Spina França Netto, duas pessoas nortearam a formação de Oswaldo Lange. Sua mãe, a farmacêutica Fany Lange, e Enjolras Vampré. Ela plasmou os traços da personalidade. Vampré, seu mestre, plasmou seu desempeho profissional. Professor de Neurologia da Faculdade de Medicina de São Paulo, ora Faculdade de Medicina da Universidade de São Paulo. Vampré o orientou na ciência e arte de ser médico e nos caminhos da neurologia desde quando, como acadêmico de medicina, em 1925 passou a frequentar a Clínica Neurológica da futura Faculdade de Medicina da Universidade de São Paulo.
Segundo Spina França (2003), desde que se formou em 1927 na futura Faculdade de Medicina da Universidade de São Paulo (FMUSP) o Dr. Oswaldo Lange passou a integrar o grupo dos colaboradores diretos de Enjolras Vampré que já contava com Adherbal Tolosa e Paulino Watt Longo. A partir de então desenvolve a prática e a pesquisa da aplicação clínica do exame do líquido cefalorraquidiano (LCR) alicerçadas na neurologia. Seu desempenho profissional conquista o respeito e a admiração da comunidade médica, assim como amizade de seus pares. Essa fase ocupa todo um decênio (Spina França A, 2003). Durante ela cedo consegue estabelecer o estudo do LCR como uma das especialidades da neurologia e, emm 1929, inicia as atividades do seu próprio laboratório especializado em exames de LCR. Cientificamente, essa fase se abre com sua Tese de Doutoramento sobre basedowismo frustro e a publicação sobre a espondilite rizomélica, estudo com Vampré, com quem igualmente publica os resultados de seus primeiros estudos sobre o LCR. Seguem-se outras publicações sobre a matéria resultante de suas investigações, coroadas com o primeiro livro brasileiro sobre o tema ("O Líquido céfalo-raquidiano em Clínica", São Paulo, Editora Melhoramentos, 1938.
O principal tema de suas pesquisas nessa fase é o estudo conjugado do LCR e das moléstias infecciosas do sistema nervoso central e seus envoltórios (Lange O, 1938; Spina França A, 2003), com destaque à neurossífilis e à neurocisticercose. Carateriza a síndrome liquórica da cisticercose encèfalo-meníngea (1936). Detalha o comportamento do LCR na neurossífilis pré-clínica, assunto que deu origem à sua tese de Livre Docência, concurso que pressta em 1938 na FMUSP. Nesta é o primento Livre Docente de Neurologia por concurso de títulos e provas.
De acordo com Spina França (2003)com a morte prematura de Enjolras Vampré em 1938, Adherbal Tolosa, Paulino Watt Longo e Oswaldo Lange lutaram para que a escola do pranteado mestre permanecesse una. Ainda segundo Spina França (2003) juntos permaneceram e juntos decidiram. Tolosa conquistou por concurso a Cátedra de Neurologia da Faculdade de Medicina da Universidade de São Paulo. Longo, por igual concurso conquistou a Cátedra de Neurologia da Escola Paulista de Medicina que iniciava seus passos e que prematuramente também perdera nesse mesmo ano seu primeiro professor encarregado do ensino da neurologia, Fausto Guerner. Lange, o mais jovem dos três, permaneceu na Clínica Neurológica da Faculdade de Medicina da Universidade de São Paulo como Chefe de Clínica.